# ژاک برتین
ژاک برتین (۲۷ ژوئیه ۱۹۱۸ – ۳ مه ۲۰۱۰) (به فرانسوی: Jacques Bertin) یک نقشه‌کش و نظریه‌پرداز فرانسوی بود که برای کتابش بنام «نشانه شناسی گرافیک» (به فرانسوی: Semiologie Graphique) شهرت دارد. این اثر ماندگار که بر اساس تجارب خود او به عنوان یک نقشه‌کش و جغرافی‌دان تألیف شده، نشان دهندهٔ اولین و وسیع‌ترین تلاش برای ارائه یک بنیاد نظری برای تجسم اطلاعات است که در سال ۱۹۶۷ منتشر شد.

## زندگی
ژاک برتین در سال ۱۹۱۸ در مزون لفیت، ایولین فرانسه زاده شد. او در رشته جغرافیا و کارتوگرافی در دانشگاه سوربن تحصیل کرد.